# Adam Pine
Adam Robert Pine (Lismore (New South Wales), 28 februari 1976) is een Australische zwemmer. Hij vertegenwoordigde zijn vaderland op de Olympische Zomerspelen 2000 in Sydney, de Olympische Zomerspelen 2004 in Athene en de Olympische Zomerspelen 2008 in Peking.

## Zwemcarrière
Bij zijn internationale debuut, op de Gemenebestspelen 1994 in Victoria, sleepte Pine de bronzen medaille in de wacht op de 100 meter vlinderslag. Op de Wereldkampioenschappen zwemmen 1994 in Rome eindigde de Australiër samen met Steven Dewick, Phil Rogers en Chris Fydler als vijfde op de 4x100 meter wisselslag. Tijdens de Pan Pacific kampioenschappen zwemmen 1995 in Atlanta veroverde Pine de bronzen medaille op de 100 meter vlinderslag.
In Perth nam de Australiër deel aan de wereldkampioenschappen zwemmen 1998, op dit toernooi veroverde hij samen met Michael Klim, Richard Upton en Chris Fydler de zilveren medaille. Op de Gemenebestspelen 1998 in Kuala Lumpur legde Pine beslag op de zilveren medaille op de 100 meter vlinderslag. Op de 4x100 meter vrije slag zwom hij alleen in de series, in de finale veroverden zijn landgenoten de gouden medaille. Voor zijn inspanningen in de series ontving Pine de gouden medaille.
Tijdens de Olympische Zomerspelen van 2000 in Sydney zwom hij samen met Chris Fydler, Todd Pearson en Ashley Callus in de series van de 4x100 meter vrije slag, in de finale veroverden Fydler en Callus samen met Michael Klim en Ian Thorpe de gouden medaille. Op de 4x100 meter wisselslag vormde hij samen met Josh Watson, Ryan Mitchell en Ian Thorpe een team in de series, in de finale sleepten Matt Welsh, Regan Harrison, Geoff Huegill en Michael Klim de zilveren medaille in de wacht. Voor zijn inspanningen in de series van beide estafettes ontving Pine een gouden en een zilveren medaille.

### 2001-2004
Op de wereldkampioenschappen zwemmen 2001 in Fukuoka vormde Pine in de series van de 4x100 meter vrije slag een team met Michael Klim, David Jenkins en Todd Pearson, in de finale veroverden Klim en Pearson samen met Callus en Thorpe de wereldtitel. Voor zijn inspanningen in de series ontving Pine de gouden medaille.
In Moskou nam Pine deel aan de wereldkampioenschappen kortebaanzwemmen 2002, op dit toernooi sleepte hij de zilveren medaille in de wacht op zowel de 50 als de 100 meter vlinderslag. Op de 4x100 meter wisselslag legde hij samen met Geoff Huegill, Jim Piper en Ashley Callus beslag op de zilveren medaille, samen met Ashley Callus, Todd Pearson en Antony Matkovich eindigde hij als vierde op de 4x100 meter vrije slag. Tijdens de Gemenebestspelen 2002 in Manchester veroverde de Australiër de bronzen medaille op de 100 meter vlinderslag en eindigde hij als zesde op de 50 meter vlinderslag. Op de 4x100 meter vrije slag zwom hij samen met Ashley Callus, Leon Dunne en Todd Pearson, in de finale veroverden Callus en Pearson samen met Grant Hackett en Ian Thorpe de gouden medaille. Voor zijn inspanningen in de series ontving Pine de gouden medaille. Op de Pan Pacific kampioenschappen zwemmen 2002 in Yokohama, Japan eindigde Pine als vijfde op de 100 meter vlinderslag.
In Barcelona nam Pine deel aan de Wereldkampioenschappen zwemmen 2003, op dit toernooi strandde hij in de halve finales van de 100 meter vlinderslag. Samen met Todd Pearson, Ashley Callus en Ian Thorpe eindigde hij als vierde op de 4x100 meter vrije slag. Op de 4x100 meter wisselslag werd hij samen met Josh Watson, Jim Piper en Ian Thorpe gediskwalificeerd in de series. Tijdens de Olympische Zomerspelen van 2004 in Athene werd Pine uitgeschakeld in de series van de 100 meter vlinderslag en de 4x100 meter wisselslag.

### 2005-heden
Op de Gemenebestspelen 2006 in Melbourne eindigde Pine als vijfde op de 100 meter vlinderslag. Op de 4x100 meter wisselslag vormde hij samen met Andrew Lauterstein, Christian Sprenger en Kenrick Monk een team in de series, in de finale veroverden Matt Welsh, Brenton Rickard, Michael Klim en Eamon Sullivan de gouden medaille. Voor zijn inspanningen in de series ontving Pine de gouden medaille. Tijdens de wereldkampioenschappen kortebaanzwemmen 2006 in Shanghai eindigde de Australiër als vijfde op de 50 en de 100 meter vlinderslag. Samen met Matt Welsh, Brenton Rickard en Ashley Callus veroverde hij de wereldtitel op de 4x100 meter wisselslag, op de 4x100 meter vrije slag eindigde hij samen met Eamon Sullivan, Andrew Mewing en Ethan Rolff als zevende.
In Melbourne nam Pine deel aan de wereldkampioenschappen zwemmen 2007, op dit toernooi werd hij uitgeschakeld in de series van de 50 en de 100 meter vlinderslag. Op de wereldkampioenschappen kortebaanzwemmen 2008 in Manchester veroverde de Australiër de wereldtitel op de 50 meter vlinderslag en de zilveren medaille op de 100 meter vlinderslag. Samen met Ashley Delaney, Craig Calder en Kenrick Monk eindigde hij als vierde op de 4x100 meter wisselslag. Tijdens de Olympische Zomerspelen van 2008 in Peking werd Pine uitgeschakeld in de series van de 100 meter vlinderslag. Samen met Ashley Delaney, Christian Sprenger en Matt Targett zwom hij in de series van de 4x100 meter wisselslag, in de finale sleepten Hayden Stoeckel, Brenton Rickard, Andrew Lauterstein en Eamon Sullivan de zilveren medaille in de wacht. Voor zijn inspanningen in de series werd Pine beloond met de zilveren medaille. Hij was in Peking met zijn 32 jaar en 170 dagen de oudste deelnemer van de 43 man sterke zwemequipe uit Australië. Emily Seebohm (16 jaar en 67 dagen) was de jongste.
In de Italiaanse hoofdstad Rome nam de Australiër deel aan de wereldkampioenschappen zwemmen 2009, op dit toernooi strandde hij in de series van de 100 meter vlinderslag.

## Internationale toernooien
| Jaar | Olympische Spelen                                                                             | WK langebaan                                                   | WK kortebaan                                                                        | Pan Pacs            | Gemenebestspelen                                                                      |
| ---- | --------------------------------------------------------------------------------------------- | -------------------------------------------------------------- | ----------------------------------------------------------------------------------- | ------------------- | ------------------------------------------------------------------------------------- |
| 1994 |                                                                                               | 5e 4x100m wisselslag                                           |                                                                                     |                     | 100m vlinderslag                                                                      |
| 1995 |                                                                                               |                                                                | geen deelname                                                                       | 100m vlinderslag    |                                                                                       |
| 1996 | geen deelname                                                                                 |                                                                |                                                                                     |                     |                                                                                       |
| 1997 |                                                                                               |                                                                | geen deelname                                                                       | geen deelname       |                                                                                       |
| 1998 |                                                                                               | 4x100m vrije slag                                              |                                                                                     |                     | 100m vlinderslag · 4x100m vrije slag · Pine zwom enkel de series                      |
| 1999 |                                                                                               |                                                                | geen deelname                                                                       | geen deelname       |                                                                                       |
| 2000 | 4x100m vrije slag · Pine zwom enkel de series · 4x100m wisselslag · Pine zwom enkel de series |                                                                | geen deelname                                                                       |                     |                                                                                       |
| 2001 |                                                                                               | 4x100m vrije slag · Pine zwom enkel de series                  |                                                                                     |                     |                                                                                       |
| 2002 |                                                                                               |                                                                | 50m vlinderslag · 100m vlinderslag · 4e 4x100m vrije slag · 4x100m wisselslag       | 5e 100m vlinderslag | 6e 50m vlinderslag · 100m vlinderslag · 4x100m vrije slag · Pine zwom enkel de series |
| 2003 |                                                                                               | 11e 100m vlinderslag 4e 4x100m vrije slag DQ 4x100m wisselslag |                                                                                     |                     |                                                                                       |
| 2004 | 20e 100m vlinderslag 9e 4x100m wisselslag                                                     |                                                                | geen deelname                                                                       |                     |                                                                                       |
| 2005 |                                                                                               | geen deelname                                                  |                                                                                     |                     |                                                                                       |
| 2006 |                                                                                               |                                                                | 5e 50m vlinderslag · 5e 100m vlinderslag · 7e 4x100m vrije slag · 4x100m wisselslag | geen deelname       | 5e 100 m vlinderslag · 4x100 m wisselslag · Pine zwom enkel de series                 |
| 2007 |                                                                                               | 36e 50m vlinderslag 20e 100m vlinderslag                       |                                                                                     |                     |                                                                                       |
| 2008 | 17e 100m vlinderslag · 4x100m wisselslag · Pine zwom enkel de series                          |                                                                | 50m vlinderslag · 100m vlinderslag · 4e 4x100m wisselslag                           |                     |                                                                                       |
| 2009 |                                                                                               | 21e 100m vlinderslag                                           |                                                                                     |                     |                                                                                       |

## Persoonlijke records
Bijgewerkt tot en met 21 november 2009

### Kortebaan
| Afstand          | Tijd  | Datum            | Plaats    |
| ---------------- | ----- | ---------------- | --------- |
| 100m vrije slag  | 48,36 | 21 november 2009 | Singapore |
| 50m vlinderslag  | 22,65 | 10 augustus 2009 | Hobart    |
| 100m vlinderslag | 49,71 | 9 augustus 2009  | Hobart    |

### Langebaan
| Afstand          | Tijd  | Datum         | Plaats      |
| ---------------- | ----- | ------------- | ----------- |
| 100m vrije slag  | 50,24 | 27 maart 2004 | Sydney      |
| 50m vlinderslag  | 24,00 | 7 juni 2008   | Monte Carlo |
| 100m vlinderslag | 51,98 | 31 juli 2009  | Rome        |